# 尼多斯
尼多斯是古希腊卡里亚地区的一个城邦，位于小亚细亚西南部一个半岛之上（今土耳其穆拉省达特恰），知名人物包括欧多克索斯和克特西亚斯。英国考古学家查尔斯·托马斯·牛顿于1857年至1858年对该地进行了发掘。

## 歷史
尼多斯是一座古老的希臘城市。根據希羅多德的《歷史》（I.174），尼多斯人是斯巴達殖民後裔；然而，原住民的存在證明了該地是其他多立克希臘人（可能是阿爾戈斯人）的影響區域。西西里的狄奧多羅斯（《希臘史綱》）聲稱尼多斯是由拉棲代夢人和阿爾戈斯人共同創立的。
尼多斯與哈利卡那索斯（今土耳其博德魯姆）和科斯以及羅德島城市林佐斯、卡米羅斯和伊利索斯一起組成了多利安六城，在特里奧皮亞岬角舉行邦聯集會，並在那裡慶祝阿波羅、波塞頓和阿波羅的比賽。
這裡也是尼多斯阿佛洛狄忒神殿的所在地。